# Bruchus albomaculatus
Bruchus albomaculatus là một loài bọ cánh cứng trong họ Bruchidae. Loài này được Graells miêu tả khoa học năm 1858.